# 上戈镇
上戈镇，是中华人民共和国河南省洛陽市洛宁县下辖的一个乡镇级行政单位。

## 行政区划
上戈镇下辖以下地区：
上戈村、池洼村、庄子坪村、下王村、上坡子村、盘城村、里石头村、庙凹村、杜河村、里峪村、肥洼村、纸房村、庙上村、马蹄村、南丈村、柏树咀村、东岭村和刘坟村。

## 中国传统村落
2013年8月，上戈村被评为第二批中国传统村落。